# Ahn In-Young
Pour les articles homonymes, voir Ahn.
In-Young Ahn est une scientifique sud-coréenne.
Elle est connue pour être la première femme sud-coréenne à visiter l'Antarctique et la première femme asiatique à devenir responsable d'une base antarctique : la base antarctique du roi Sejong.